# Crestview Hills
Crestview Hills és una població dels Estats Units a l'estat de Kentucky. Segons el cens del 2000 tenia 2.889 habitants.

## Demografia
Segons el cens del 2000, Crestview Hills tenia 2.889 habitants, 1.193 habitatges, i 765 famílies. La densitat de població era de 581 habitants/km².
Dels 1.193 habitatges en un 22,5% hi vivien nens de menys de 18 anys, en un 55,4% hi vivien parelles casades, en un 6,6% dones solteres, i en un 35,8% no eren unitats familiars. En el 31% dels habitatges hi vivien persones soles el 10,2% de les quals corresponia a persones de 65 anys o més que vivien soles. El nombre mitjà de persones vivint en cada habitatge era de 2,26 i el nombre mitjà de persones que vivien en cada família era de 2,85.
Per edats la població es repartia de la següent manera: un 18,9% tenia menys de 18 anys, un 11,1% entre 18 i 24, un 22,2% entre 25 i 44, un 29,2% de 45 a 60 i un 18,6% 65 anys o més.
L'edat mediana era de 44 anys. Per cada 100 dones de 18 o més anys hi havia 82,3 homes.
La renda mediana per habitatge era de 57.473 $ i la renda mediana per família de 77.898 $. Els homes tenien una renda mediana de 48.475 $ mentre que les dones 36.938 $. La renda per capita de la població era de 37.899 $. Entorn del 4,7% de les famílies i el 4,5% de la població estaven per davall del llindar de pobresa.

## Poblacions més properes
El següent diagrama mostra les poblacions més properes.